# Цайнінген
Цайнінген (нім. Zeiningen) — громада  в Швейцарії в кантоні Ааргау, округ Райнфельден.

## Географія
Громада розташована на відстані близько 75 км на північний схід від Берна, 22 км на північний захід від Аарау.
Цайнінген має площу 11,4 км², з яких на 12% дозволяється будівництво (житлове та будівництво доріг), 43,7% використовуються в сільськогосподарських цілях, 44,2% зайнято лісами, 0,1% не є продуктивними (річки, льодовики або гори).

## Демографія
2019 року в громаді мешкало 2381 особа (+7,6% порівняно з 2010 роком), іноземців було 16,8%. Густота населення становила 209 осіб/км².
За віковим діапазоном населення розподілялося таким чином: 20,6% — особи молодші 20 років, 61,4% — особи у віці 20—64 років, 17,9% — особи у віці 65 років та старші. Було 1014 помешкань (у середньому 2,3 особи в помешканні).
Із загальної кількості 571 працюючого 64 було зайнятих в первинному секторі, 106 — в обробній промисловості, 401 — в галузі послуг.